# Sophie Scholl - Die letzten Tage
Sophie Scholl – Die letzten Tage (traducció literal al català: "Sophie Scholl – Els darrers dies") és una pel·lícula alemanya de 2005 dirigida per Marc Rothemund i escrita per Fred Breinersdorfer.

## Argument
La pel·lícula aborda els darrers dies de vida de Sophie Scholl, una estudiant de 21 anys membre del col·lectiu clandestí La Rosa Blanca, un grup estudiantil antinazi de resistència no-violenta. El 22 de febrer de 1943, Sophie, el seu germà Hans i els membres més destacats de l'organització van ser condemnats per alta traïció per un tribunal popular nazi i van morir el mateix dia executats a la guillotina.

## Repartiment
| Actor / Actriu        | Personatge fictici                |
| --------------------- | --------------------------------- |
| Julia Jentsch         | Sophie Scholl                     |
| Fabian Hinrichs       | Hans Scholl                       |
| Gerald Alexander Held | Robert Mohr, membre de la Gestapo |
| Johanna Gastdorf      | Else Gebel                        |
| André Hennicke        | Dr. Roland Freisler               |
| Florian Stetter       | Christoph Probst                  |
| Maximilian Brückner   | Willi Graf                        |
| Johannes Suhm         | Alexander Schmorell               |
| Lilli Jung            | Gisela Schertling                 |
| Petra Kelling         | Magdalena Scholl                  |
| Jörg Hube             | Robert Scholl                     |
| Franz Staber          | Werner Scholl                     |

## Premis i nominacions
La pel·lícula va ser presentada a la Berlinale de 2005 i va guanyar l'Os de Plata a la millor direcció i l'Os de Plata a la millor interpretació femenina. El setembre del mateix any, la pel·lícula també va ser nominada a l'Oscar a la millor pel·lícula de parla no anglesa.
- Festival Internacional de Cinema de Berlín de 2005
  - Os de Plata a la millor direcció: Marc Rothemund
  - Os de Plata a la millor interpretació femenina: Julia Jentsch
  - Premi del Jurat Ecumènic
- Premis Oscar de 2006
  - Oscar a la millor pel·lícula de parla no anglesa
- Premis del cinema alemany de 2005
  - Millor pel·lícula
  - Millor actriu: Julia Jentsch
- Premis del Cinema Europeu de 2005
  - Millor actriu: Julia Jentsch
  - Premi del públic al millor director: Marc Rothemund
  - Premi del públic a la millor actriu: Julia Jentsch
- Premis de cinema Jupiter
  - Millor pel·lícula alemanya
  - Millor actriu alemanya: Julia Jentsch
  - Millor director alemany: Marc Rothemund